# Stazione di Wado
La stazione di Wado (和戸駅?, Wado-eki) è una stazione ferroviaria situata nella cittadina di Miyashiro della prefettura di Saitama, in Giappone, ed è servita dalla linea Sky Tree delle Ferrovie Tōbu.

## Linee
Ferrovie Tōbu
● Linea Tōbu Isesaki (Linea Tōbu Sky Tree)

## Struttura
La stazione è dotata di un marciapiede a isola con due binari passanti in superficie. Il fabbricato viaggiatori si trova sopra il piano del ferro, ed è collegato alla banchina da sottopassaggio.
| 1 | ● Linea Sky Tree     | per Tōbu Dōbutsukōen, Kasukabe, Kita-Senju e Asakusa via linea Hanzōmon per Shibuya e Chūō-Rinkan |
| 2 | ● Linea Tōbu Isesaki | per Kuki, Tatebayashi e Ōta                                                                       |

## Stazioni adiacenti
| «                  | Servizio               | »                  |
| Linea Tōbu Isesaki | Linea Tōbu Isesaki     | Linea Tōbu Isesaki |
| ------------------ | ---------------------- | ------------------ |
| Tōbu Dōbutsukōen   | Locale                 | Kuki               |
| Tōbu Dōbutsukōen   | Semiespresso sezionale | Kuki               |
| Tōbu Dōbutsukōen   | Semiespresso           | Kuki               |
| Tōbu Dōbutsukōen   | Espresso               | Kuki               |
| Tōbu Dōbutsukōen   | Espresso sezionale     | Kuki               |